# Об'єкт категорії
Об'єкт категорії - неозначуване поняття  теорії категорій.
Термін, використовуваний для позначення елементів довільної категорії, що грають роль  множин,  груп,  топологічних  просторів і т. п.
Кожна категорія складається з елементів двох  класів, які називаються класом об'єктів і класом морфізмів відповідно.
Розподіл елементів категорії на об'єкти і морфізми має сенс тільки у межах фіксованої категорії, так як об'єкти однієї категорії можуть бути морфізмами іншої і навпаки.
Клас об'єктів категорії {\displaystyle {\mathcal {C}}} зазвичай позначається {\displaystyle Ob\,{\mathcal {C}}}.
Будь-якому об'єкту {\displaystyle A} категорії {\displaystyle {\mathcal {C}}} однозначно відповідає одиничний морфізм {\displaystyle 1_{A}\colon A\to A}, причому різним об'єктам відповідають різні одиничні морфізми.
Тому формально можна визначити поняття категорії тільки за допомогою морфізмів.
Проте термін «об'єкт категорії» є зручним мовним засобом, який практично завжди використовується.

## Деякі типи об'єктів
- Об'єкт {\displaystyle P\in Ob\,{\mathcal {C}}} називається універсальним притягаючим (термінальним) об'єктом, якщо для будь-якого об'єкта {\displaystyle A\in Ob\,{\mathcal {C}}}  існує єдиний морфізм {\displaystyle A{\stackrel {f}{\longrightarrow }}P}.

- Об'єкт {\displaystyle R\in Ob\,{\mathcal {C}}} називається універсальним відштовхуючим (ініціальним, початковим) об'єктом, якщо для будь-якого об'єкта {\displaystyle A\in Ob\,{\mathcal {C}}} існує єдиний морфізм {\displaystyle R{\stackrel {f}{\longrightarrow }}A}.

- Об'єкт {\displaystyle R\in Ob\,{\mathcal {C}}} називається нульовим, якщо він одночасно універсальний притягаючий і відштовхуючий.